# Willistoniella ulyssesi
Willistoniella ulyssesi är en tvåvingeart som beskrevs av Elineide E. Marques och Ale-rocha 2005. Willistoniella ulyssesi ingår i släktet Willistoniella och familjen Ropalomeridae. Inga underarter finns listade i Catalogue of Life.